# Prigonrieux
Prigonrieux är en kommun i departementet Dordogne i regionen Nouvelle-Aquitaine i sydvästra Frankrike. Kommunen ligger i kantonen La Force som tillhör arrondissementet Bergerac. År 2022 hade Prigonrieux 4 362 invånare.

## Befolkningsutveckling
Antalet invånare i kommunen Prigonrieux
Referens:INSEE